# Olivier Blanchard

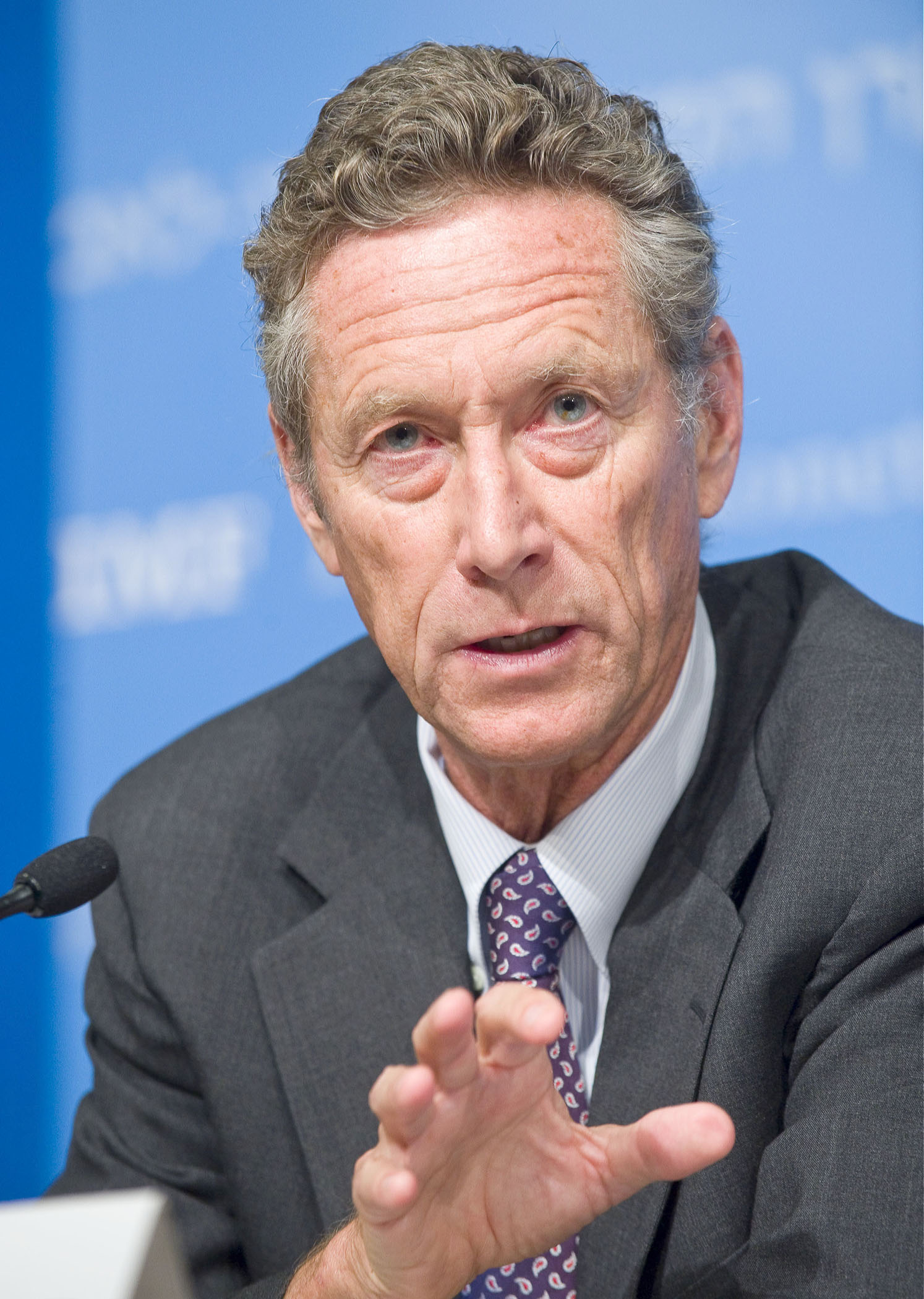
Olivier Blanchard (2008)

Olivier Jean Blanchard (* 27. Dezember 1948 in Amiens) ist ein französischer Ökonom. Er ist Professor für Volkswirtschaftslehre am Massachusetts Institute of Technology und gilt als Neukeynesianer. Zwischen 2008 und 2015 war Blanchard Chefökonom des Internationalen Währungsfonds. Blanchard hat nach der Finanzkrise einen Beitrag zur Reform des makroökonomischen Denkens geleistet, etwa zur Wirkung der Sparpolitik in Griechenland.
Laut IDEAS/RePEc zählt Blanchard zu den Top-20 Ökonomen weltweit. Die Washington Post bezeichnet ihn als einen der brillantesten Ökonomen seiner Generation und als einen der einflussreichsten lebenden Makroökonomen.

## Leben
Seine ersten Studienjahre absolvierte er bis 1972 an der Universität Paris-Dauphine in Frankreich. 1973 bekam er sein Diplom der heutigen ESCP Europe. Im Jahr 1977 erhielt er einen Ph.D. in Wirtschaftswissenschaften vom Massachusetts Institute of Technology. Nachdem er von 1977 bis 1982 an der Harvard University lehrte, kehrte er ans MIT zurück, um als Professor für Makroökonomie zu lehren und zu forschen. 1990 wurde er in die American Academy of Arts and Sciences gewählt. Zwischen 1998 und 2003 war Blanchard Vorsitzender der Wirtschaftswissenschaften am MIT. Er ist zudem Berater der Federal Reserve Banken in Boston (seit 1995) und New York (seit 2004). Von 1997 bis 2008 saß er im französischen Conseil d'Analyse Économique (deutsch „Rat für Wirtschaftsanalyse“, vergleichbar mit dem Sachverständigenrat zur Begutachtung der gesamtwirtschaftlichen Entwicklung). Von September 2008 bis September 2015 war Blanchard Chefökonom des Internationalen Währungsfonds. Blanchard sprach sich Anfang 2010 mit dem Grundsatzpapier Wirtschaftspolitik noch mal neu denken für eine Kursveränderung hin zu einer antizyklischen Fiskalpolitik aus, um zwangsläufig auftretende Marktinstabilitäten auszugleichen.
Seit 2016 zählt ihn Thomson Reuters aufgrund der Zahl seiner Zitierungen zu den Favoriten auf einen Alfred-Nobel-Gedächtnispreis für Wirtschaftswissenschaften („Thomson Reuters Citation Laureates“). 2018 war er Präsident der American Economic Association. Für 2024 wurde ihm der BBVA Foundation Frontiers of Knowledge Award in der Kategorie "Wirtschaft und Finanzen" zugesprochen.

## Forschung
Blanchard hat zahlreiche makroökonomische Forschungsbeiträge und Studien veröffentlicht und Lehrbücher verfasst (unter anderem Macroeconomics, weltweit eines der meistverkauften Lehrbücher zu der Thematik). Seine Forschungsgebiete reichen von den Auswirkungen von Fiskalpolitik auf die ökonomische Entwicklung und das Entstehen von Spekulationsblasen über die Arbeitslosigkeit in Westeuropa bis hin zur Einführung der Marktwirtschaft in Osteuropa.

## Privatleben
Blanchard besitzt die französische Staatsbürgerschaft und eine Green Card. Er lebt mit seiner Frau Noelle Golinelli in Cambridge (Massachusetts). Das Paar hat drei Töchter.

## Schriften
- Fiscal Policy under Low Interest Rates. MIT Press, Cambridge 2023, ISBN 978-0-262-54487-0.
- mit Dani Rodrik (Hrsg.): Combating Inequality: Rethinking Government’s Role. MIT Press, Cambridge 2021, ISBN 978-0-262-04561-2.
- mit Lawrence H. Summers (Hrsg.): Evolution or Revolution? Rethinking Macroeconomic Policy after the Great Recession. MIT Press, Cambridge 2019, ISBN 978-0-262-03936-9.
- mit George A. Akerlof, David Romer, Joseph E. Stiglitz (Hrsg.): What Have We Learned? Macroeconomic Policy after the Crisis. MIT Press, Cambridge 2014, ISBN 978-0-262-02734-2.
- Olivier Blanchard: Macroeconomics. 1. Auflage. Prentice Hall College Div, 1996, ISBN 0-13-148099-5 (englisch).
  - mit Gerhard Illing: Makroökonomie. 1.–.9. Auflage. Pearson Studium Verlag, 2008–2025, ISBN 978-3-86894-555-3.